# Team West-Tec

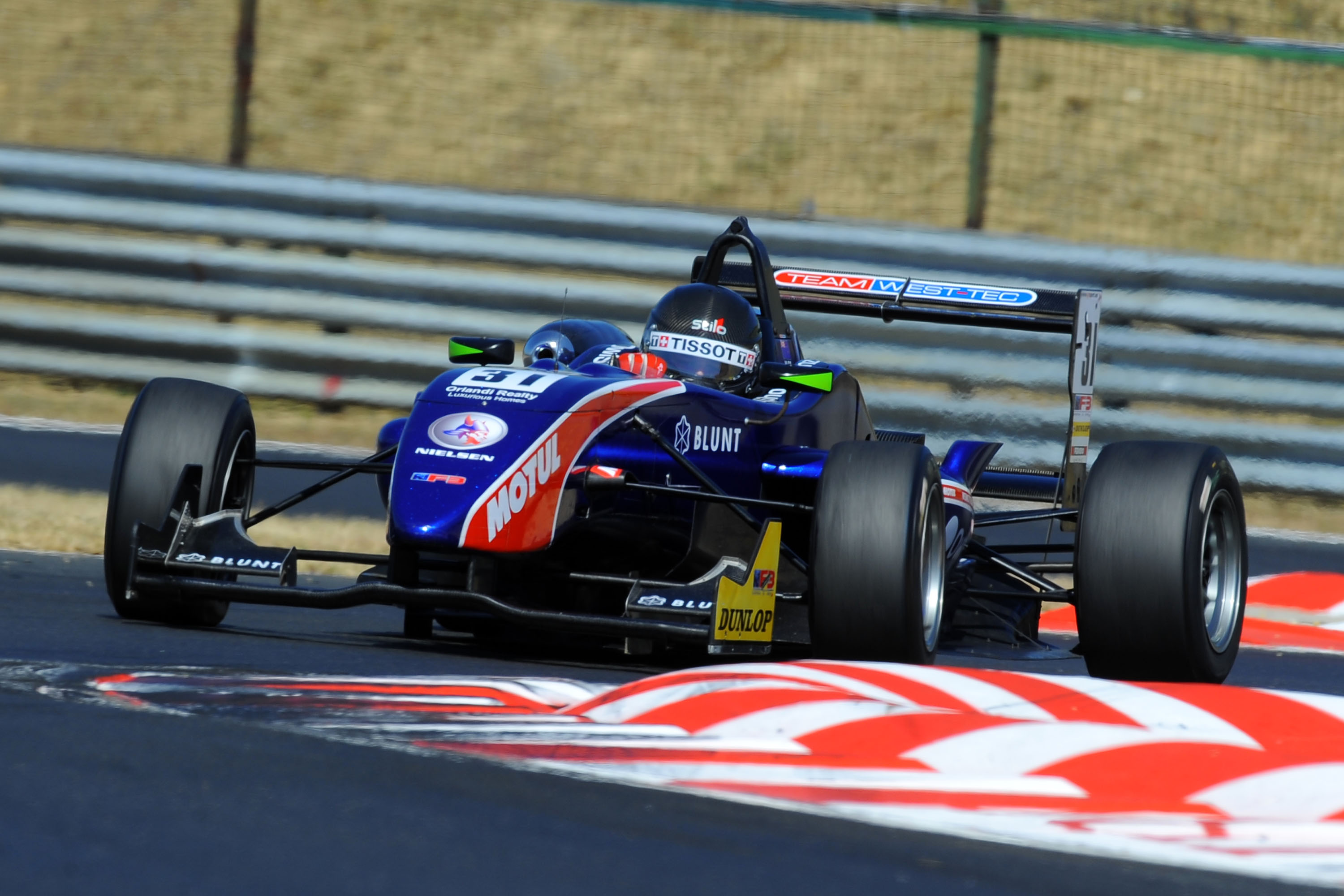
Monoplaza de West-Tec de Fórmula 3.

Team West-Tec F3 (Motul Team West-Tec) es una escudería de motor propiedad de Gavin Wills y John Miller fundada en 1985. La escudería opera desde una base en Corby y ha ganado 28 campeonatos en su historia.

## Historia Reciente
Han participado en muchas series en su historia, incluyendo ASCAR, Formula Le Mans Cup, Campeonato Abierto Europeo de F3, Speedcar Series, y la Fórmula 3 Británica. También operaron con dos coches en las pruebas de pretemporada en la temporada 2008 de Superleague Formula. También han tenido éxito en la Fórmula Ford, Fórmula Renault y Ferrari GT.
En el año 2007, el equipo West-Tec se convirtió en el primer equipo británico en competir en el campeonato de España de Fórmula 3, gracias a la compra de acciones a los jefes del equipo de GP2 Racing Engineering. En sus tres primeros años, antes de la serie pasó a llamarse European F3 Open se llevaron más de 20 victorias y podios 50 y dos títulos de campeonato, incluyendo ganar la carrera de apoyo en el 2008 Gran Premio de Europa en Valencia.
En 2009 el equipo también volvió a la British Formula 3 International Series para completar una campaña completa con los jóvenes Snegirev Max, así como campañas de parte de Mathieu Maurage, Faccin Miky, Jay Bridger y Ma Qing Hua.
En 2010 el equipo continuó en el European F3 Open, pero comprometido a utilizar todo el coche para las pruebas de la F3 británica para programas con los conductores de la F1, GP2 y GP3, donde los conductores jóvenes tienen muy poco tiempo en la pista para desarrollar y perfeccionar sus habilidades.
El equipo también anunció un plan para formar una nueva empresa conjunta con el equipo de deportes de motor más importante de China, para entrar en los coches adicionales bajo la bandera china de la escudería Champ Motorsport con el equipo West-Tec en el futuro. Esta nueva empresa comenzó en septiembre de 2010 junto con el experimentado piloto Michael Ho programado para correr en Brands Hatch, Monza, Jerez y Barcelona a finales de 2010. En apenas su segunda carrera de fin de semana, en Monza, Michael tuvo un gran tercer podio lugar en la clase de Copa, en el conjunto de sesiones.
La temporada 2011 fue una gran temporada para la escudería. Victor Correa ganó 2 carreras. Fahmi Ilyas y Tatiana Calderón sumaron también valiosos puntos mientras que Fabio Gamberini también ganó una carrera en Spa y se llevó la Clase Copa. La escudería se llevó el campeonato, siendo la primera británica en conseguirlo.